# Lliga iraniana de futbol
La Lliga iraniana de futbol, oficialment Lliga Pro del Golf Pèrsic (persa: لیگ برتر خلیج فارس, Lig-e Bartar-e Khalij-e Fārs), antigament coneguda com a Lliga Pro de l'Iran (persa: لیگ برتر ایران, Lig-e bartar-e Irān), és la màxima competició futbolística professional per a clubs de l'Iran.

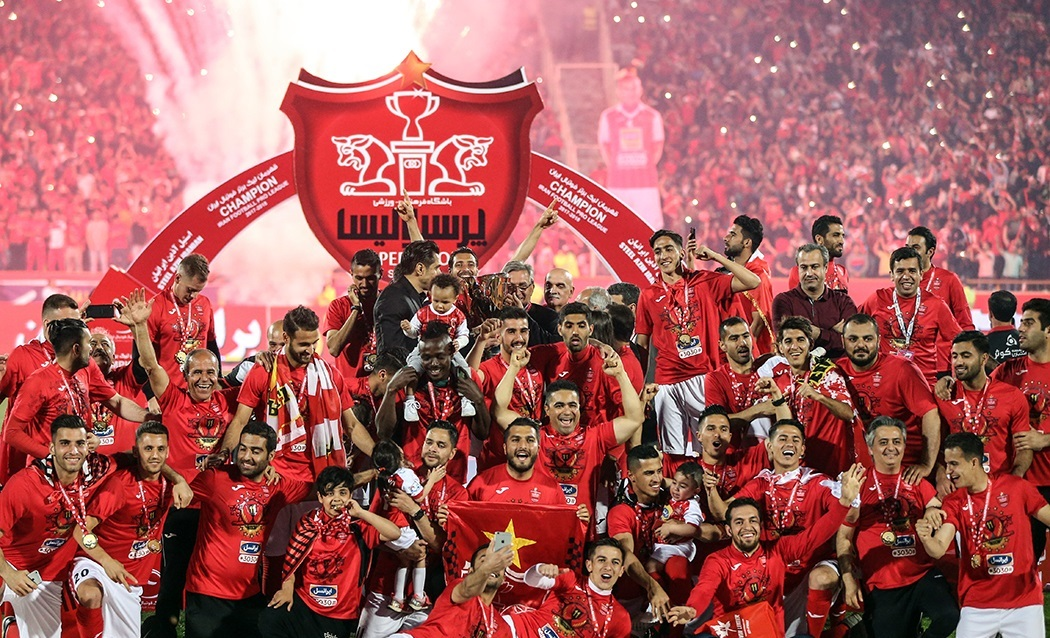
Persepolis celebra el títol de 2017–18.

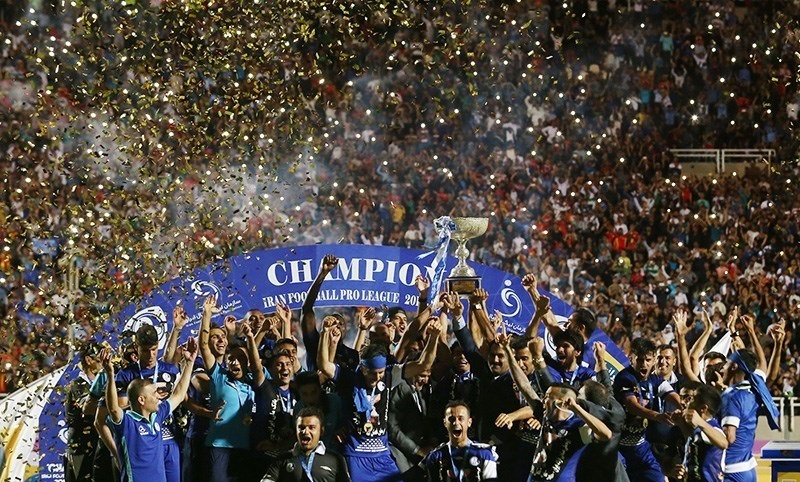
Esteghlal Khuzestan celebra el títol de 2016.

## Història
Abans dels anys 70, l'Iran no tenia una lliga nacional. Aquells anys existien lligues regionals, la més important de les quals era la Lliga de Teheran de futbol. Els clubs més populars i potents del país eren Taj i Persepolis. Altres equips que es proclamaren campions a la lliga regional de Teheran foren Pas Tehran, Shahin, Taj i Daraei FC.
L'any 1970 es creà el primer campionat nacional. L'any 1972 es creà la Copa Takht Jamshid, que esdevingué la màxima competició i que durà fina la revolució iraniana, l'any 1978. Després de la revolució i la posterior guerra Iran-Iraq el futbol deixà de ser una prioritat i la lliga nacional deixà de disputar-se en el període 1980-1989. Només es diputaren algunes competicions de copa i algunes lligues locals.
El 1985 es creà la Lliga Qods disputada per equips provincials. L'any 1989, en finalitzar la guerra es decidí que la Lliga Qods fos disputada per clubs. Fou la cinquena i darrera edició de la lliga. El 1991 la lliga nacional adoptà el nom de Lliga Azadegan.
La temporada 2001-2002 va veure néixer la primera lliga professional de l'Iran. La lliga adoptà el nom de Lliga Pro de l'Iran. El 12 d'agost de 2006 la federació decidí canviar el nom de la lliga i adoptà el de Copa del Golf Pèrsic per promoure el nom de Golf Pèrsic. L'any 2014 adoptà el nom Lliga Pro del Golf Pèrsic.

## Clubs participants la temporada 2020-21
| Equip                | Ciutat          | Estadi              | Capacitat |
| -------------------- | --------------- | ------------------- | --------- |
| Aluminium Arak       | Arak            | Imam Khomeini       | 15.000    |
| Esteghlal            | Teheran         | Azadi               | 76.807    |
| Foolad               | Ahvaz           | Foolad Arena        | 30.655    |
| Gol Gohar Sirjan     | Sirjan          | Imam Ali            | 8.000     |
| Machine Sazi         | Tabriz          | Bagh Shomal         | 12.000    |
| Mes Rafsanjan        | Rafsanjan       | Shohadaye Noushabad | 10.000    |
| Naft Masjed Soleyman | Masjed Soleyman | Behnam Mohammadi    | 8.000     |
| Nassaji              | Qaem Shahr      | Vatani              | 18.000    |
| Paykan               | Shahr-e Qods    | Shahre Qods         | 25.000    |
| Persepolis           | Teheran         | Azadi               | 76.807    |
| Saipa                | Teheran         | Pas Stadium         | 8.250     |
| Sanat Naft           | Abadan          | Takhti Abadan       | 22.000    |
| Sepahan              | Esfahan         | Naghsh-e-Jahan      | 75.000    |
| Padideh              | Mashad          | Estadi Imam Reza    | 25.000    |
| Tractor              | Tabriz          | Sahand              | 66.833    |
| Zob Ahan             | Fuladshahr      | Foolad Shahr        | 20.000    |

## Historial
Font:
Campionats de les Lligues Locals
- vegeu Lliga de Teheran de futbol

Lliga Regional
- 1970-71:  Taj (1)
- 1971-72:  Persepolis (1)
- 1972-73: no es disputà

Copa Takht Jamshid
- 1973-74:  Persepolis (2)
- 1974-75:  Taj (2)
- 1975-76:  Persepolis (3)
- 1976-77:  Pas Tehran (1)
- 1977-78:  Pas Tehran (2)
- 1978-79: No es completà per la revolució iraniana
- 1979-1989: No es disputà

Lliga Qods
- 1985-86:  Teheran A [d]
- 1986-87:  Esfahan [d]
- 1987-88:  Esfahan [d]
- 1988-89:  Teheran A [d]
- 1989-90:  Esteghlal (3)
- 1990-91: No es disputà

Lliga Azadegan
- 1991-92:  Pas Tehran (3)
- 1992-93:  Pas Tehran (4)
- 1993-94:  Saipa (1)
- 1994-95:  Saipa (2)
- 1995-96:  Persepolis (4)
- 1996-97:  Persepolis (5)
- 1997-98:  Esteghlal (4)
- 1998-99:  Persepolis (6)
- 1999-00:  Persepolis (7)
- 2000-01:  Esteghlal (5)

Lliga Pro de l'Iran
- 2001-02:  Persepolis (8)
- 2002-03:  Sepahan (1)
- 2003-04:  Pas Tehran (5)
- 2004-05:  Foolad (1)
- 2005-06:  Esteghlal (6)
- 2006-07:  Saipa (3)
- 2007-08:  Persepolis (9)
- 2008-09:  Esteghlal (7)
- 2009-10:  Sepahan (2)
- 2010-11:  Sepahan (3)
- 2011-12:  Sepahan (4)
- 2012-13:  Esteghlal (8)
- 2013-14:  Foolad (2)
- 2014-15:  Sepahan (5)
- 2015-16:  Esteghlal Khuzestan (1)
- 2016-17:  Persepolis (10)
- 2017-18:  Persepolis (11)
- 2018-19:  Persepolis (12)
- 2019-20:  Persepolis (13)
- 2020-21:  Persepolis (14)
- 2021-22:  Esteghlal (9)
- 2022-23:  Persepolis (15)